# Dénes Nagy
Dénes Nagy es un deportista húngaro que compitió en atletismo adaptado. Ganó una medalla de plata en los Juegos Paralímpicos de Seúl 1988 en la prueba de lanzamiento de peso (clase B3).

## Palmarés internacional
| Juegos Paralímpicos | Juegos Paralímpicos  | Juegos Paralímpicos | Juegos Paralímpicos |
| Año                 | Lugar                | Medalla             | Prueba              |
| ------------------- | -------------------- | ------------------- | ------------------- |
| 1988                | Seúl (Corea del Sur) | Medalla de plata    | Peso B3             |